# شمعون مجوسی
شمعون مجوسی (یونانی: Σίμων ὁ μάγος) یک مجوس ساماریایی بود که به مسیحیت گروید و شرح حال برخورد او با پطرس از حواریون عیسی در کتاب اعمال رسولان آمده است.

## گناهِ شمعونی
گناه شمعونی به عنوان گناه کسی که دوست دارد در کلیسا مقام بالا داشته باشد به نام او نامگذاری شده‌است. شمعون معمولاً به عنوان سمبل اخلاق ستیزی و گناه شناخته می‌شود. در کتابهای خارج عهد جدید گاهی او به عنوان یک ساحر بسیار قدرتمند مطرح می‌شود که می‌توانسته در صورت دلخواه پرواز کند، نامرئی شود یا به شکل یک حیوان درآید. شاید دلیل این امر آن باشد که او به مخالفت با باورهای پذیرفته شده از سوی مردم پرداخت تا به تبلیغ دین خود در میان آن‌ها بپردازد.

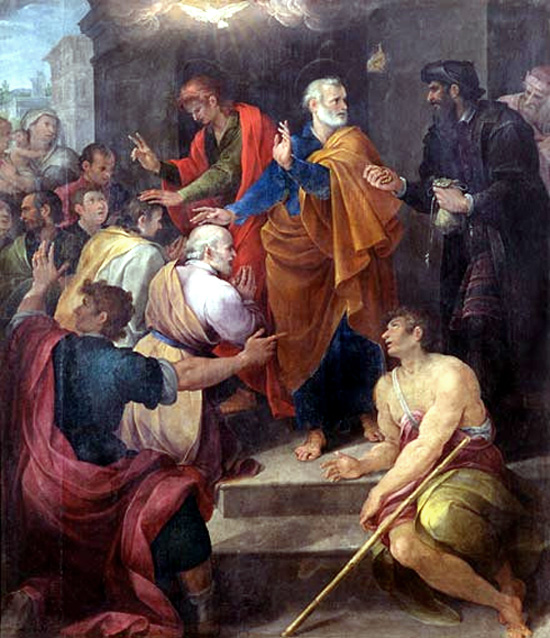
پطرس و شمعون مجوسی، نقاشی توسط نوچی سال ۱۶۲۰ میلادی.

## کتاب اعمال
شرح حال شمعون در کتاب اعمال از عهد جدید آمده است. در این داستان ذکر شده‌است که شمعون مجوسی ساحر بسیار قدرتمندی بود و مردم زیادی را دور خود به خاطر قدرت سحرش جذب کرده بود. او مشاهده کرد که پطرس و حواریون عیسی با دست زدن به بیماران آن‌ها را شفا می‌دهند. وقتی شمعون مشاهده کرد که روح مقدس از طریق حواریون مردم را شفا می‌دهد به آن‌ها مقداری پول پیشنهاد کرد و از آن‌ها درخواست کرد که به او هم این قدرت را بدهند تا او نیز بتواند مردم را شفا دهد. پطرس از حرف او بسیار عصبانی شد و گفت: «امیدوارم پول تو نیز به همراه تو نابود گردد زیرا تو تصور کردی که می‌توانی هدیه خداوند را با پول خریداری کنی. تو در اینکار جایی نداری زیرا قلب تو با خداوند درست نیست. از بدطینتی خود توبه کن و به خدا دعا کن»

## یوسفوس فلاویوس
یوسفوس فلاویوس در نوشته‌های خود اشاره کرده‌است که ساحری به نام آتوموس (شمعون در نوشته‌های لاتین) با فلیکس، شاه آگریپای دوم و خواهرش در ارتباط است. بعضی تصور می‌کنند که این اشاره به شمعون مجوسی است.

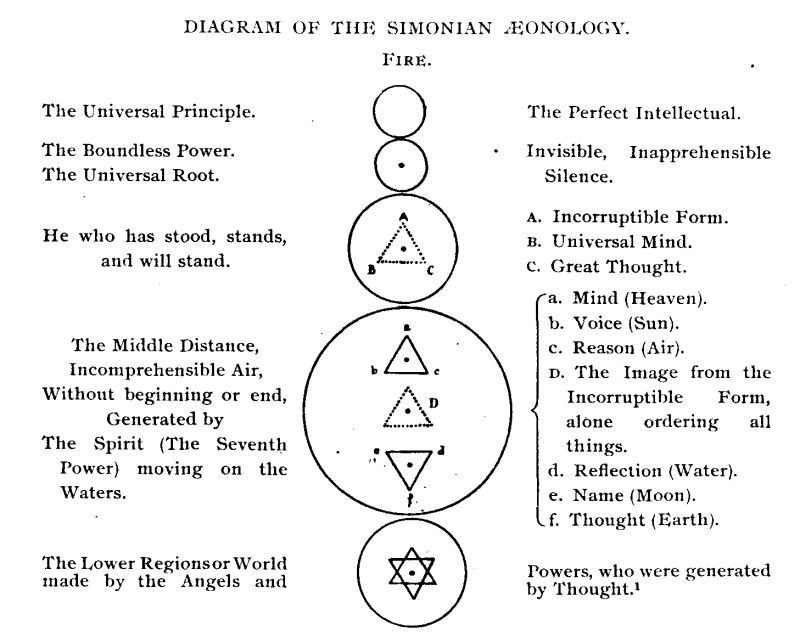
دیدگاه شمعونی از دنیا.

## جاستین مارتیر
جاستین مارتیر در نوشته‌های خود نوشته است که بعد از اینکه شمعون توسط حواریون طرد شد به رم رفت و با زنی به نام هلن رابطه و ادعا کرد که مسیح واقعی او است که در بین یهودیان به صورت خدای پسر، در بین سامریان به صورت خدای پدر و در بین بقیه به صورت روح القدس ظهور کرده‌است. بر اساس این نوشته‌ها سحر او چنان قوی بود که مردم بسیاری را متعجب کرده بود و مردم او را به عنوان خدا قبول کردند و مجسمه‌ای برای او ساختند که در زیر آن نوشته بود «برای شمعون، خدای مقدس»